# Morgan Freeman
Morgan Freeman (rođen 1. lipnja 1937.) je američki filmski glumac i redatelj. Postao je poznat u devedesetima nakon što je nastupio u seriji uspješnih holivudskih filmova. Dobitnik je Oscara za najboljeg sporednog glumca za ulogu u sportskoj drami Djevojka od milijun dolara.

## Životopis

### Rani život
Freeman je rođen u Memphisu, Tennessee u obitelji brijača Morgana Porterfielda Freemana Sr., koji je 1961. umro od ciroze jetre, i čistačice Mayme Edna Revere. Ima još troje starijih braće i sestara. Freemanova obitelj često se selila tijekom njegova djetinjstva pa je tako živjela u Greenwoodu, Mississippi; u Garyju, Indiana; i konačno u Chicagu, Illinois. Freeman je prvi put glumio s osam godina, u školskoj predstavi. S dvanaest godina pobijedio je na dramskom državnom natjecanju, a tijekom srednje škole nastupao je u radio-dramama u Nashvilleu, Tennessee. Godine 1955. je odbio stipendiju dramske škole sveučilišta u Jacksonu, odabravši umjesto toga rad u američkom vojnom zrakoplovstvu.
Početkom šezdesetih preselio se u Los Angeles gdje je radio kao zapisničar na koledžu. U to vrijeme je boravio i u New Yorku, radeći kao plesač na Svjetskoj izložbi, i u San Franciscu gdje je bio član glazbene grupe Opera Ring.

### Karijera
Iako mu je filmski debi bio film iz 1971., Who Says I Can't Ride a Rainbow?, Freeman je postao poznat u američkim medijima kroz uloge u sapunici Another World i PBS-ovom dječjem showu The Electric Company. Sredinom osamdesetih Freeman se počinje pojavljivati u poznatijim sporednim ulogama, postavši poznat po ulogama mudrih i očinskih likova. Kako je stjecao slavu, pojavljivao se u sve većim ulogama kao što su vozač Hoke u filmu Vozeći gospođicu Daisy, i bojnik Rawlins u filmu Rat za slavu (oba iz 1989.). 1994. je portretirao Reda, zatvorenika koji se iskupljuje za svoja nedjela, u hvaljenom filmu Iskupljenje u Shawshanku. Status zvijezde potvrdio je u nekim od najvećih filmova devedesetih: Robin Hood: Princ lopova, Sedam i Duboki udar. 1997. je, zajedno s Lori McCreary, osnovao filmsku produkcijsku tvrtku Revelations Entertainment.
Freeman je prepoznatljiv po svom osobitom glasu, što mu je često donosilo uloge pripovjedača. 2005. se pojavio kao pripovjedač u dva najuspješnija filma te godine, Rat svjetova i u dokumentarcu nagrađenom Oscarom, March of the Penguins. Nakon tri prethodne nominacije (za sporednu ulogu za film Street Smart, 1987., i glavne uloge u filmovima Vozeći gospođicu Daisy, 1989., i Iskupljenje u Shawshanku, 1994.), 2004. je konačno osvojio Oscara za najbolju sporednu ulogu za svoj nastup u filmu Djevojka od milijun dolara.

### Privatni život
Freeman je bio u braku s Jeanette Adair Bradshaw od 22. listopada 1967. do 1979. 16. lipnja 1984. je oženio Myrnu Colley-Lee. Ima dva sina iz bivših veza, Alphonsa i Saifoulayjea. Posvojio je kćer svoje prve žene, Deenu, a par ima i četvrto dijete, Morganu. Freeman živi u Charlestonu, Mississippi, i New Yorku. Ima pilotsku licencu za osobni avion, a suvlasnik je i restorana Madidi i blues-kluba Ground Zero, u Clarksdaleu, Mississippi.
Freeman je istupio protiv proslave Mjeseca povijesti crnaca te ne sudjeluje u takvim događajima, o čemu je rekao: "Ne želim mjesec povijesti crnaca. Povijest crnaca je američka povijest." Rekao je kako je jedini način da se okonča rasizam taj da se prekine pričati o njemu, te naglasio kako ne postoji "mjesec povijesti bijelaca". Freeman je u interjvuu u emisiji 60 Minutes' rekao Mikeu Wallaceu: "Prestat ću te nazivati bijelcem, ali zamolit ću i tebe da mene ne nazivaš crncem."

## Filmografija
| Godina | Naziv                          | Uloga                     | Bilješke                                          |
| ------ | ------------------------------ | ------------------------- | ------------------------------------------------- |
| 1971.  | The Electric Company           |                           | televizijska serija (1971. – 1977.)               |
| 1978.  | Roll of Thunder, Hear My Cry   | Ujak Hammer               | TV film                                           |
| 1980.  | Brubaker                       | Walter                    |                                                   |
| 1981.  | Priča o Marvi Collins          | Clarence Collins          | TV film                                           |
| 1984.  | Učitelji                       | Al Lewis                  |                                                   |
| 1985.  | Marie                          | Charles Traughber         |                                                   |
| 1985.  | To je bilo tada... Ovo je sada | Charlie Woods             |                                                   |
| 1987.  | Street Smart                   | Fast Black                | Nominacija za Oscar za najboljeg sporednog glumca |
| 1987.  | Borba za život                 | Dr. Sherard               | TV film                                           |
| 1989.  | Rat za slavu                   | Bojnik John Rawlins       |                                                   |
| 1989.  | Vozeći gospođicu Daisy         | Hoke Colburn              | Nominacija za Oscara za najboljeg glumca          |
| 1989.  | Osloni se na mene              | Ravnatelj Joe Louis Clark |                                                   |
| 1990.  | Vatromet taštine               | Sudac Leonard White       |                                                   |
| 1991.  | Robin Hood: Princ lopova       | Azeem                     |                                                   |
| 1992.  | Nepomirljivi                   | Ned Logan                 |                                                   |
| 1992.  | Snaga jednoga                  | Geel Piet                 |                                                   |
| 1993.  | Bopha!                         |                           | Režija                                            |
| 1994.  | Iskupljenje u Shawshanku       | Ellis Boyd "Red" Redding  | Nominacija za Oscara za najboljeg glumca          |
| 1995.  | Sedam                          | Detektiv William Somerset |                                                   |
| 1995.  | Izvan kontrole                 | General Billy Ford        |                                                   |
| 1996.  | Lančana reakcija               | Paul Shannon              |                                                   |
| 1996.  | Moll Flanders                  | Hibble                    |                                                   |
| 1997.  | Amistad                        | Theodore Joadson          |                                                   |
| 1997.  | Kolekcionar                    | Dr. Alex Cross            |                                                   |
| 1998.  | Duboki udar                    | Predsjednik Tom Beck      |                                                   |
| 1998.  | Teška kiša                     | Jim                       |                                                   |
| 2000.  | Bolničarka Betty               | Charlie                   |                                                   |
| 2000.  | Pod sumnjom                    | Victor Benzet             |                                                   |
| 2001.  | Paukova zavjera                | Dr. Alex Cross            |                                                   |
| 2002.  | Cijena straha                  | William Cabot             |                                                   |
| 2002.  | Zaboravljeni zločin            | Charlie Grimes            |                                                   |
| 2003.  | Svemogući Bruce                | Bog                       |                                                   |
| 2003.  | Snovolovka                     | Pukovnik Abraham Kurtz    |                                                   |
| 2004.  | Djevojka od milijun dolara     | Eddie Dupris              | Oscar za najboljeg sporednog glumca               |
| 2004.  | The Hunting of the President   | (Pripovjedač)             | Dokumentarac                                      |
| 2004.  | Varalice                       | Walter Crewes             |                                                   |
| 2005.  | Sjena prošlosti                | Mitch Bradley             |                                                   |
| 2005.  | Rat svjetova                   | (Pripovjedač)             |                                                   |
| 2005.  | Carsko putovanje               | (Pripovjedač)             |                                                   |
| 2005.  | Batman: Početak                | Lucius Fox                |                                                   |
| 2005.  | Vjerni Danny                   | Sam                       |                                                   |
| 2006.  | Edison                         | Ashford                   |                                                   |
| 2006.  | The Contract                   | Frank Carden              |                                                   |
| 2006.  | Opaki igrači                   | Šef                       |                                                   |
| 2006.  | 10 stvari ili manje            | On sam                    |                                                   |
| 2007.  | Svemogući Evan                 | Bog                       |                                                   |
| 2007.  | Gozba ljubavi                  | Harry Scott               |                                                   |
| 2007.  | Nestala bez traga              | Jack Doyle                |                                                   |
| 2007.  | Imaš petlju?                   | Carter Chambers           |                                                   |
| 2008.  | Tražen                         | Sloan                     |                                                   |
| 2008.  | Ljubavni guru                  | On sam                    |                                                   |
| 2008.  | Vitez tame                     | Lucius Fox                |                                                   |
| 2009.  | Prom Night in Mississippi      | On sam                    | limitirano izdanje                                |
| 2009.  | Lopovi                         | Keith Ripley              |                                                   |
| 2009.  | The Maiden Heist               | Charlie                   |                                                   |
| 2009.  | Invictus                       | Nelson Mandela            |                                                   |
| 2011.  | Conan barbarin                 | pripovjedač               |                                                   |

## Nagrade i nominacije
- 1987. nominiran za Oscar za najboljeg sporednog glumca - Street Smart.
- 1989. nominiran za Oscar za najboljeg glavnog glumca - Vozeći gospođicu Daisy.
- 1994. nominiran za Oscar za najboljeg glavnog glumca - Iskupljenje u Shawshanku.
- 2003. osvojio Kristalni globus za umjetnički doprinos filmu na međunarodnom filmskom festivalu u Karlovy Varyma.
- 2005. osvojio Oscar za najboljeg sporednog glumca - Djevojka od milijun dolara.
- 2006. počasni gost na Međunarodnom filmskom festivalu u Kairu.
- 2007. On i njegova supruga primili Nagradu za životno djelo od strane Instituta umjetnosti i književnosti Mississippija.

## Vanjske poveznice
- Morgan Freeman u internetskoj bazi filmova IMDb-u (engl.)
- ClickStar headed by Morgan Freeman and Lori McCreary
- Revelations Entertainment Production company co-founded by Freeman
- Detaljna biografija  Arhivirana inačica izvorne stranice od 17. veljače 2006. (Wayback Machine)